# ココ・プラセティオ・ダルクンコロ
ココ・プラセティオ・ダルクンコロ（Koko Prasetyo Darkuncoro、1981年10月2日 - ）は、インドネシアの男子ビーチバレー選手。アンディ・アルディヤンサとペアを組んでいる。2008年アジアビーチゲームズに出場しており、予選を1位で通過し、決勝でも21 - 18、19 - 21、16 - 14でカザフスタンのペアを破り優勝した。2006年にはドーハで開催されたアジア競技大会に出場しているが、3位決定戦で同じインドネシアのペアに敗れ4位となっている。同年にはファイテンビーチバレーJBVツアーの福岡大会に出場しており、3位となっている。